# Вирза, Эдвартс
Эдвартс Вирза (латыш. Edvarts Virza, настоящее имя Екабс Эдуардс Лиекна, латыш. Jēkabs Eduards Liekna; 27 декабря 1883, Эмбургская волость — 1 марта 1940, Рига) — латвийский писатель, поэт, переводчик.

## Биография
Окончил школу в Бауске в 1901 г., затем жил в имении своего отца Биллите, самостоятельно изучая французский язык. Короткое время учился в Риге в школе телеграфистов, затем в 1904 г. отправился в Москву, где вольнослушателем посещал лекции по экономике. С началом революции 1905 года вернулся в Латвию. В 1906 г. опубликовал первое стихотворение, в 1907 г. вышла первая книга стихов.
В 1916 г. поступил добровольцем в 5-й Земгальский стрелковый полк под командованием Иоакима Вацетиса. В следующем году вместе с полком оказался в Петрограде, а в 1918 г. вернулся в Латвию. В эти годы активно публиковался как публицист, отстаивая в статьях идею независимости Латвии, выступая по ряду вопросов вместе с Янисом Акуратерсом и Карлисом Скалбе. В 1919 г. в Валке выступил соучредителем газеты «Tautas Balss», затем вернулся в Ригу и вместе с Александром Грином работал в газете «Latvijas Kareivis». Публицистические статьи Вирзы этих лет собраны в книге «Зелёная Земгале» (латыш. Zaļā Zemgale; 1923). В том же году Вирза вступил в партию Крестьянский союз и возглавил литературный отдел в партийной газете Brīvā Zeme, которым руководил до конца жизни. Некоторое время он также возглавлял отдел искусств Министерства просвещения Латвии.
Умер в Риге. Похоронен на Лесном кладбище.

## Творчество
Первый сборник стихов Вирзы, «Кубок» (латыш. Biķeris; 1907), носил декадентско-эротический характер и был принят консервативной критикой в штыки. Однако после мировой и гражданской войн и обретения Латвией независимости художественные ориентиры Вирзы радикально изменились, и в его последующих поэтических книгах преобладают неоклассические тенденции и патриотическая, а порой и пасторальная тематика. В 1937 г. в рамках предпринятых в Латвии торжественных мероприятий в честь А. С. Пушкина Вирза выступил с юбилейной речью в Национальном оперном театре, в которой, как указывало советское литературоведение, «превозносил гений Пушкина, его эллиническую ясность, совершенство стиха и ни словом не обмолвился о социальном содержании поэзии Пушкина». Тем не менее, интерес к французской модернистской поэзии Вирза сохранил, разделяя его со своей женой Элзой Стерсте. В 1920 г. в переводах Вирзы вышла книга стихов Эмиля Верхарна, годом позже — антология французской лирики XIX века, а в 1930 г. — сборник «Лирика французского Ренессанса». В ранние годы занимался также переводом поэзии Райниса на русский язык.
Основным трудом Вирзы-прозаика был роман «Страумены» (латыш. Straumēni; по названию хутора), которому автор дал два подзаголовка: «Из жизни старейших жителей Земгале» и «Поэма»; роман печатался с продолжением в периодике на протяжении 1929—1933 гг., а затем вышел отдельным изданием и многократно переиздавался, став самой читаемой книгой в Латвии после классического романа братьев Каудзите «Времена землемеров». В 1939 г. роман был напечатан на русском языке (в переводе Виктора Третьякова).
Вирзе принадлежит также несколько документальных книг, в том числе биографии первого командующего вооружёнными силами Латвии Оскара Калпака (1927) и президента Латвии Карлиса Ульманиса (1935), курс которого Вирза поддерживал. В связи с этим вплоть до 1985 г. произведения Вирзы в Латвии не публиковались.

## Семья

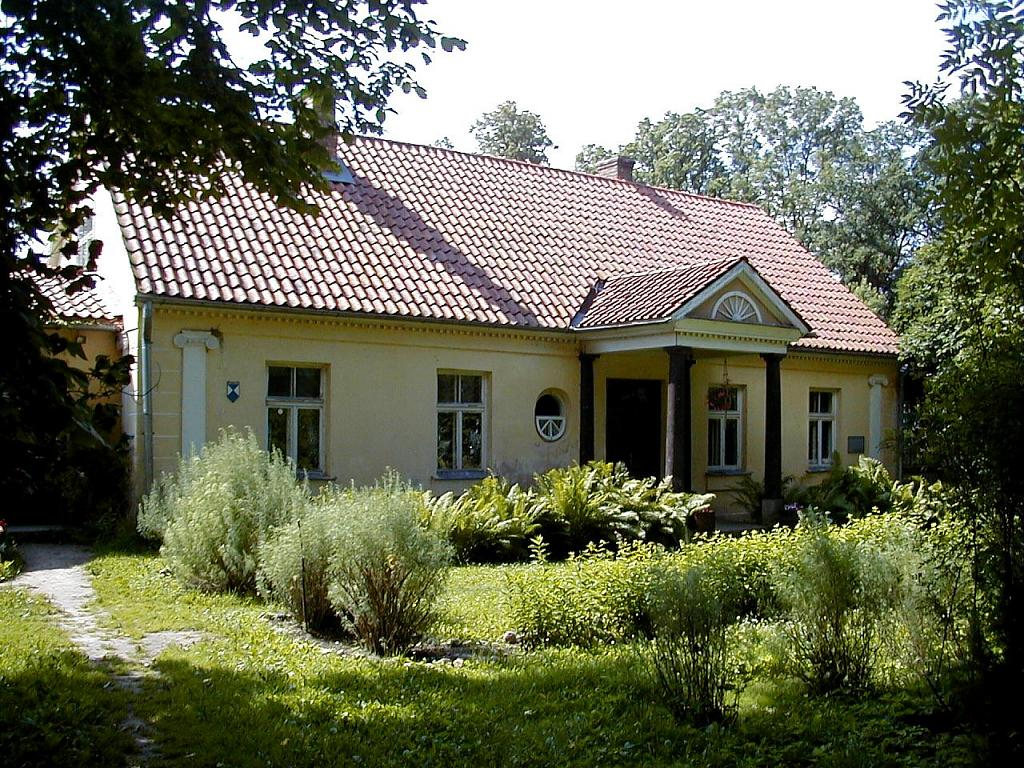
Биллите — дом писателя

Вирза женился в 1920 году на поэтессе Элзе Стерсте. Их единственная дочь Амариллис Лиекна (1921—2004) вышла замуж за писателя Яниса Жигурса, их дочь — дипломат и писательница Анна Жигуре. Амариллис Лиекна посвятила последние годы жизни возрождению усадьбы Биллите, которая была возвращена потомкам Вирзы в ходе реституции.